# Kuća Sasso u Trogiru
Kuća Sasso u gradiću Trogiru, adresa Ribarska 17, predstavlja zaštićeno kulturno dobro.

## Opis dobra
Kuća Sasso podignuta je u južnom dijelu uže povijesne jezgre grada Trogira, najvjerojatnije u 15. stoljeću. Građena je od kamena, na sjevernoj strani ima tri kata i kanatno visoko potkrovlje, a na južnoj dva kata i kanatno potkrovlje, koje je izvorno možda bilo otvoreni trijem. Sva su pročelja ožbukana, osim južnoga, a na sjeverozapadnom uglu u prizemlju žbuka je otučena te je prezentiran kameni plašt. Na drugom katu zapadnog pročelja vidljiv je manji prozor s okvirom renesansnog oblikovanja. Ostali otvori nisu kiparski obrađeni. Po strukturi kamenih zidova može se ovaj objekt datirati u 15. stoljeće.

## Zaštita
Pod oznakom Z-6084 zavedena je pod vrstom "nepokretno kulturno dobro - pojedinačno", pravna statusa zaštićena kulturnog dobra, klasificirano kao "stambene građevine".